# Wiktor Pawlowitsch Ziunel
Wiktor Pawlowitsch Ziunel, (russisch Виктор Павлович Циунель; * in Mikun oder Uchta, ASSR der Komi) ist ein ehemaliger sowjetischer Biathlet.
Ziunel besuchte die Schule Nr. 1 in Mikun und war 1980 sowjetischer Meister bei den Junioren, er wurde im selben Jahr in die Nationalmannschaft berufen. Schon in der Saison 1980/81 gab er sein Debüt im Weltcup und erreichte am 15. Januar 1981 in Jáchymov mit Platz zwei im 20-km-Einzel hinter Terje Krokstad und vor Jaromír Šimůnek den einzigen Podestplatz seiner Karriere. Ziunel startete für Komi und wurde 1981 als Verdienter Meister des Sports ausgezeichnet.
Er schloss im Jahr 1982 eine Ausbildung an der Berufsakademie für Eisenbahnverkehr ab, einer Abteilung der Staatlichen Universität für Transport Sankt Petersburg (Петербургский государственный университет путей сообщения). Er arbeitet als Trainer in Sankt Petersburg.